# Организация на евреите в България „Шалом“
Организацията на евреите в България „Шалом“ (ОЕБ) се занимава с координацията на еврейските общности в България.
Според публикация от 2009 г. на Националния статистически институт в страната живеят около 1400 евреи.

## Ръководство
- председател – д-р Александър Оскар
- заместник-председател – Виктор Мезан, Красимира Готева
- главен секретар – Йосиф Меламед[2].

## Цели
ОЕБ представлява огранизация тип ”чадър” – включва всички форми на еврейския живот в страната, организирани в разнообразни програми. Основните задачи на ОЕБ ”Шалом” са следните:
1. запазване и насърчаване на еврейските ценности и традиции в етнически, езиков и културен смисъл;
2. защита на конституционните права на нейните членове, както и на всички евреи в България пред държавата, нейните органи и други общестевни и политически институции в страната;
3. дейности за отстраняване на всякакви форми на расизъм, тоталитаризъм, антидемократични тенденции, фашизъм, антисемитизъм и национален шовинизъм;
4. сътрудничество с различни общества и организации в страната и чужбина;
5. организиране на семинари, учебни институции и други образователни центрове;
6. връзки с обществеността и популяризиране на еврейските ценности;
7. насърчаване към възпитание и култура;
8. организиране на концерти, театрални представления и презентации на книги;
9. изготвяне на информационни архиви;
10. Поддържане на исторически кътове (синагоги, гробища, паметници и др.)

## Клонове
- Бургас, ул. „Митрополит Симеон“ 24 – Сабетай Варсанов
- Варна, ул. „Мусала“ 7 – Олег Калдерон.
- Видин, ж.к. „Стамболийски“, бл. 6, вх. Ж, ап.164
- Дупница, ул. „Охрид“ 1 – Леонид Хаздай
- Кюстендил, ул. „Любен Каравелов“ 3 – Ричард Джосков
- Плевен – Людмил Мойсеев
- Пловдив, ул. „Хр. Г. Данов“ 20 – Светлозар Калев
- Русе, пл. „Иван Вазов“ 4 – Роза Арон Ишах
- Сливен, ул. „Княз Батенберг“, бл. 2, вх. А, ап. 4 – Юлия Пелишева-Гавазова
- София, бул. „Ал. Стамболийски“ 50 – Ели Анави
- Стара Загора, ул. „Христина Морфова“ 2 – Красимира Готева
- Хасково, ул. „Г. С. Раковски“ 11, ет. 7, ап. 31 – Йосиф Давид Мешулам
- Шумен, ул. „Козлодуй“ 4 – Бета Хараланова
- Ямбол, ул. „Оборище“ – Даниел Митрани

## Дейности
От 2005 г. австрийски младеж извършва поменателна служба в ”Шалом” чрез Австрийската асоциация за чуждестранна служба.

## Прояви
Еврейската организация не подкрепя организираната от Българския национален съюз „Седмица на нетолерантност към хомосексуализма и педофилията в българското общество“, заставайки зад гей организацията „Джемини“.
„Шалом“ се изразява против издигането на паметник на Богдан Филов.
Дадена е под съд от издателство „Абагар“ за клевета.

## Антисемитизъм
Антисемити подпалват синагогата в Бургас на 13 юли 2009 г.